# Белокопытник ложный
Белокопы́тник ло́жный
, или Белокопытник ненастоящий, или Белокопытник войлочный (лат. Petasítes spúrius) — многолетнее травянистое растение из рода Белокопытник.

## Названия
Названия на других языках: англ. White Butterbur, нем. Filzige Pestwurz, фин. Rantaruttojuuri.

## Распространение
Растёт по всей Европе, обычен во всех областях средней полосы Европейской части России, на Кавказе. Встречается также в Сибири и в Средней Азии. Предпочитает песчаные и галечные берега водоёмов, другие сырые места.

## Биологическое описание
Корневище длинное, ползучее, мясистое, толщиной 5—10 мм, с мочковатыми корнями в узлах; сильно ветвится, из-за этого растение иногда образует обширные заросли.
Цветоносные побеги в Европейской части России появляются в апреле-мае. Их высота — 15—60 см, они покрыты стеблеобъемлющими чешуевидными листьями, имеющими длину 10—15 см и ширину 2—3 см. Форма этих листьев — яйцевидно-ланцетовидная, в верхней части — ланцетовидно-линейная.
Цветки трубчатые; собраны в многочисленные цилиндрические корзинки длиной 5—8 мм и шириной 7—10 мм, образующие кистевидно-метельчатые или щитковидные соцветия на вершинах цветоносных побегов.
| Цветоносный побег. |

Растение двудомное. Венчики женских цветков белые, мужских — желтоватые. Мужские цветки — с пятизубчатым отгибом и пятью тычинками, имеющими сросшиеся в трубку пыльники, через которую проходит столбик (более толстый, чем у женских цветков). Когда тычинки созревают, они высыпают пыльцу внутрь трубки на волоски, которыми покрыт находящийся в трубке столбик. По мере роста столбика пыльца выносится наверх и попадает на насекомых, когда те просовывают свои хоботки к нектару, находящемуся в основании столбика. Плоды в мужских цветках не завязываются, поскольку пестики в них недоразвиты. Двудомностью объясняется и видовое название растения: «spurius» можно перевести с латыни как «внебрачный ребенок».
Растение похоже на Белокопытник гибридный; отличить от него Белокопытник ложный можно по чисто-зелёной окраске цветоносов (у первого вида они имеют свекольный оттенок) и по зеленовато- или желтовато-белой окраске цветков (у первого вида они грязно-розовые).

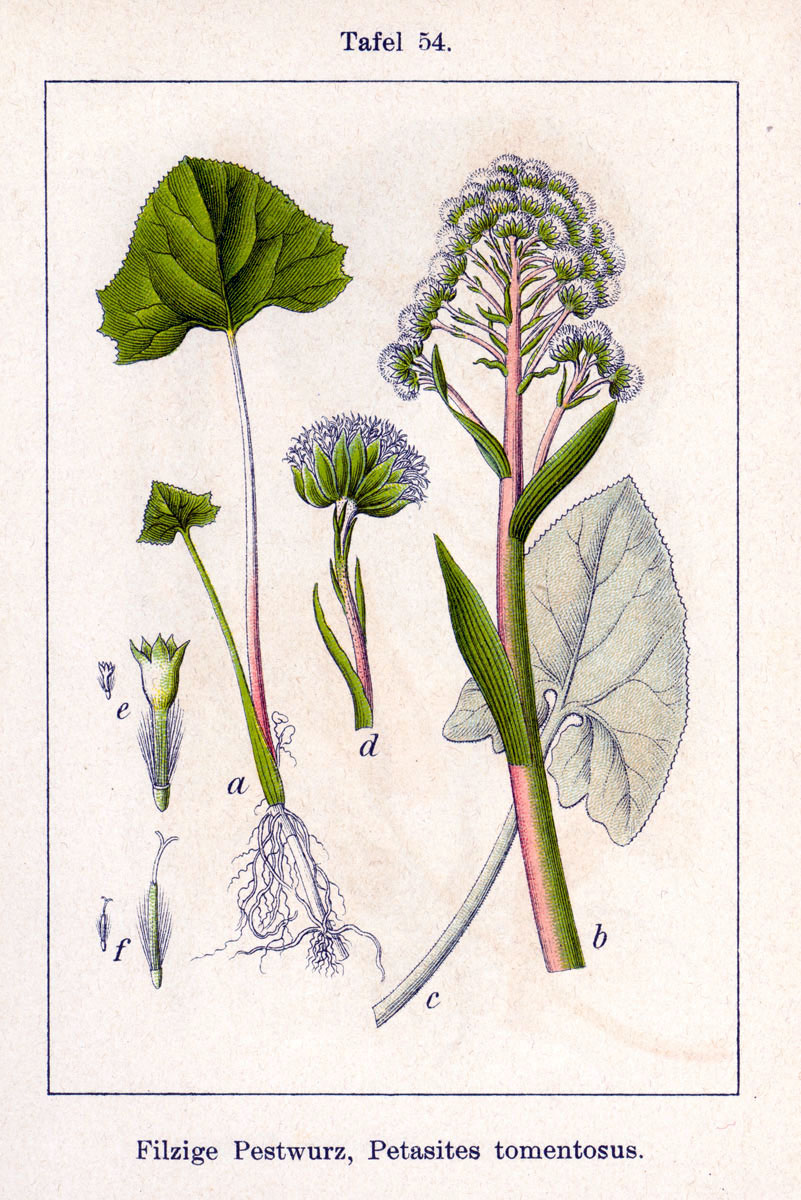
Белокопытник ложный. Рисунок Якоба Штурма из книги «Deutschlands Flora in Abbildungen» (1796)

Ещё одним отличительным признаком вида является то, что части, на которые прикорневые листья разделены у основания, не перекрываются. Эти листья развиваются уже после того, как появились цветоносные побеги, они обычно крупные, треугольно-сердцевидные, до 80 см в поперечнике, в основании с почти прямоугольной выемкой между лопастями, по краям неравномерно-зубчатый; длина черешка — до 100 см. В молодом возрасте серо-войлочные с обеих сторон, позднее войлочные только снизу (с верхней стороны волоски остаются только вдоль жилок).
Плоды — слегка ребристые цилиндрические семянки длиной до 2 мм с длинным серебристым хохолком. Волоски многорядные на ножке с несколькими короткими ресничками.

## Значение и применение
См. раздел «Применение» в статье «Белокопытник».
Особенности применения в садоводстве: Белокопытник ложный, в отличие от некоторых других видов этого рода, успешно выносит сильное затенение.
Медонос и пыльценос. Даже в прохладную весеннюю погоду его соцветия привлекают пчёл обилием пыльцы в мужских цветках и нектара в женских. Продуктивность нектара одним цветком мала, но с одного соцветия пчёлы могут взять около 1,5 мг сахара, концентрация сахаров в котором 40—50 %. Отмечено выделение нектара при 6 °С.

## Классификация

### Таксономия[3]
Petasites spurius Rchb.f., 1854, Icon. Fl. Germ. Helv. 16: 3, t. 896
Вид Белокопытник ложный относится к роду Белокопытник семейства Астровые (Asteraceae) порядка Астроцветные (Asterales). Кладограмма в соответствии с Системой APG IV по состоянию на июнь 2023 года::
|  |                                      |  |                                   |                                   |                    |  | ещё 10 семейств | ещё 10 семейств |                     |  |  |  | еще 21 подтвержденный и 12 в статусе "непроверенных" видов и инфравидовых таксонов |
|  |                                      |  |                                   |                                   |                    |  | ещё 10 семейств | ещё 10 семейств |                     |  |  |  | еще 21 подтвержденный и 12 в статусе "непроверенных" видов и инфравидовых таксонов |
|  |                                      |  |                                   | порядок Астроцветные              |                    |  |                 |                 | род Белокопытник    |  |  |  |                                                                                    |
|  |                                      |  |                                   | порядок Астроцветные              |                    |  |                 |                 | род Белокопытник    |  |  |  |                                                                                    |
|  | отдел Цветковые, или Покрытосеменные |  |                                   |                                   | семейство Астровые |  |                 |                 | Белокопытник ложный |  |  |  |                                                                                    |
|  | отдел Цветковые, или Покрытосеменные |  |                                   |                                   | семейство Астровые |  |                 |                 |                     |  |  |  |                                                                                    |
|  |                                      |  | ещё 63 порядка цветковых растений | ещё 63 порядка цветковых растений |                    |  |                 | ещё 1787 рода   | ещё 1787 рода       |  |  |  |                                                                                    |
|  |                                      |  |                                   | ещё 63 порядка цветковых растений |                    |  |                 |                 | ещё 1787 рода       |  |  |  |                                                                                    |

### Синонимы
- Nardosmia spuria  Less.
- Petasites tomentosus  DC.
- Tussilago paradoxa  Roth ex Steud.
- Tussilago spuria  Retz.  — Мать-и-мачеха ложная, или Мать-и-мачеха ненастоящаяbasionym
- Tussilago tomentosa  Ehrh.